# Onno Klopp
Onno Klopp, född 9 oktober 1822 i Leer, Ostfriesland, död 9 augusti 1903 i Wien, var en tysk publicist och historiker.
Klopp blev 1845 lärare i Osnabrück och 1858 i Hannover, där han knöt personlig bekantskap med kung Georg V. Redan i sina äldre arbeten, Geschichte Ostfrieslands (3 band, 1854-58), Friedrich II und die deutsche Nation (1860; 2:a upplagan 1867) och Tilly im Dreissigjährigen Kriege (2 band, 1861), lägger Klopp i dagen den motvilja mot Preussen och den böjelse för ultramontanismen, som med ökad styrka framträder i den följd politiska broschyrer han utgav efter 1866 års händelser. Under dessa vistades han i Georg V:s högkvarter, utförde en beskickning till förbundsdagen och prins Karl av Bayern samt följde kungen i landsflykt till Hietzing invid Wien. År 1874 övergick han till romersk-katolska kyrkan. Efter Georg V:s död skrev han dennes biografi (1878). I sitt ytterligt brett anlagda arbete Der Fall des Hauses Stuart und die Succession des Hauses Hannover (14 band, 1875–1888) sökte han sammanfattande skildra Västeuropas historia under perioden 1660–1714 samt därvid särskilt visa, att det stuartska husets förjagande ur England överensstämde med den katolska kyrkans önskningar och intressen. Bristande kritisk skärpa och stor partiskhet utmärker såväl detta arbete som de sedermera av honom utgivna Das Jahr 1683 und der folgende grosse Türkenkrieg (1882), Tilly, Gustav Adolf und die Zerstörung von Magdeburg (1895) och 
Philipp Melanchton 1497–1560 (1897). Av sin bok om Tilly utarbetade han en reviderad upplaga: Der Dreissigjährige Krieg bis zum Tode Gustav Adolfs 1632 (3 band, 1891–1896). Han utgav 1864–1884, med understöd av Georg V, Leibniz politisk-historiska arbeten i 11 band. Klopps uppfattning av Gustaf Adolf är präglad av hans eegen konfessionella ståndpunkt. "Liksom hans fader", säger Klopp, "betjänat sig av religionens namn som en fana för att taga kronan, som ej var hans, så hade hans krigslystne 
son från sin tidiga ungdom fikat efter att i samma fanas namn gripa in i det i upplösningstillstånd stadda Romerska riket." Att Gustav Adolf räddat protestantismen, fortsätter Klopp, är inte sant, ty den befann sig aldrig i fara, och det var inte för att hindra restitutionsediktets utförande, utan för att taga vad som ej var hans, som han började kriget – hans verk allena – mot svenskarnas önskan och böjelse och påtvang tyskarna detsamma. Klopps historiska författarskap skattades till följd av dess tendens och de polemiska reflexionernas skärpa synnerligen högt på ultramontant katolskt håll.